# Exocelina patepensis
Exocelina patepensis är en skalbaggsart som först beskrevs av Michael Balke 1998.  Exocelina patepensis ingår i släktet Exocelina och familjen dykare. Inga underarter finns listade i Catalogue of Life.